# Ihor Lučkevyč
Ihor Valerijovyč Lučkevyč (in ucraino Ігор Валерійович Лучкевич?, angl. Ihor Luchkevych; Oleksandrivka, 19 settembre 1973) è un allenatore di calcio ed ex calciatore ucraino, di ruolo centrocampista, oggi vice allenatore del Metalurh Zaporižžja.

## Carriera

### Nazionale
Debutta in Nazionale il 13 agosto 1996 contro la Lituania (5-2).